# Гилдфорд, Зак
Закари Роберт Гилдфорд (англ. Zachary Robert Guildford, родился 8 февраля 1989 в Грейтауне) — новозеландский регбист, играющий на позиции вингера (крыльевого) за команду провинции Уайкато, чемпион мира 2011 года.

## Ранние годы
Зак Гилдфорд родился 8 февраля 1989 в новозеландском городе Грейтаун. Родители: Дебора и Роберт Гилдфорды. Есть также младший брат Виктор. В возрасте 10 лет переехал с семьёй в Нейпир, в Хоукс-Бэй, где занимался регби. Учился в мужской средней школе Нейпира, выступал за школьную сборную Новой Зеландии и юношеские сборные.

## Карьера игрока

### Клубная
Гилдфорд выступал за команду провинции Хокс-Бей в Кубке Air, став одним из самых юных дебютантов кубка за всю его историю. Он дебютировал в кубке в 2007 году в возрасте 18 лет, сыграв 12 матчей за клуб и выйдя в полуфинал. В том сезоне он занёс пяток попыток, из них пришлись две на игру против «Уаикато» (победа 30:26). В 2009 году он стал одним из лучших игроков по числу попыток (13).
Гилдфорд привлёк внимание команды «Харрикейнз» в 2008 году, попав тогда же в её состав. В сезоне Супер 14 2008 года он сыграл шесть матчей, несмотря на перелом руки перед началом сезона, пять раз выйдя в стартовом составе (на замену он выходил в игре против «Стормерз»), и занёс три попытки. В 2009 году Заком были проведены 10 игр и занесены 4 попытки, а затем им заинтересовались скауты «Крусейдерс». За «крестоносцев» он играл с 2010 по 2014 годы, набрав в 61 игре 110 очков.
В январе 2014 года он подписал контракт на два года (с возможностью продления на третий) с командой Топ 14 «Клермон Овернь». Планировалось, что он попадёт туда только после окончания чемпионата Супер Регби 2014 года, но ещё в мае его отпустил клуб.
В 2016 году перешёл в австралийский клуб «Уаратаз», но затем вернулся в Новую Зеландию и стал играть в чемпионате провинций Кубок Mitre 10.

### В сборной
Гилдфорд дебютировал в национальных сборных в 2007 году за команду до 19 лет на чемпионате мира в Ирландии (Новая Зеландия победила в финале). В 2008 году он представлял сборную до 20 лет на юниорском чемпионате мира и выступал за эту команду через год на очередном юниорском чемпионате мира (в обоих случаях Новая Зеландия выиграла, в 2009 году в финале Гилдфорд в матче против Англии занёс две попытки, но обе последующие реализации завершились промахами).
Дебют Гилдфорда за «Олл Блэкс» состоялся 7 ноября 2009 на стадионе «Миллениум» в Кардиффе в игре против Уэльса, и он стал самым молодым дебютантом сборной. В 2010 году он играл в серии матчей Steinlager Series, затем выступал в Кубке трёх наций 2010 года и был отобран в предварительный состав сборной на чемпионат мира 2011 года. В матче против Канады (победа 79:15) он занёс 4 попытки, а сама Новая Зеландия выиграла чемпионат мира. Уже потом он сыграл несколько тест-матчей против Ирландии как правый вингер.
В 2010 году Зак Гилдфорд выступал на Играх Содружества за сборную по регби-7, которая выиграла золотые медали, победив в финале австралийцев.

## Личная жизнь
Роберт Гилдфорд, отец Зака, скончался скоропостижно после финала юниорского чемпионата мира 2009 года.
11 ноября 2011 Гилдфорд был арестован на острове Раротонга и обвинён в организации серии пьяных дебошей. Полиция отпустила его после того, как Зак публично принёс извинения за своё поведение и сознался в злоупотреблении алкоголем.